# モモイロバト
モモイロバト(Nesoenas mayeri)は、鳥綱ハト目ハト科Nesoenas属に分類される鳥類。別名モーリシャスバト。

## 分布
モーリシャス（モーリシャス島南西部）

## 形態
全長40センチメートル。頭部や頸部・胸部はピンク色。額から顔はピンク色がかった白、背の羽衣はピンク色がかった暗褐色、腹部はピンク色がかった淡褐色。尾羽は赤褐色だが、外側はピンク色をおびる。翼は暗褐色。
眼の周囲には羽毛がなく、赤い皮膚が裸出する。嘴の基部や後肢は赤い。
幼鳥は頭部や頸部が暗色。

## 生態
標高300メートル以上の山地の湿潤林や低木林などに生息する。単独やペア・家族群を形成し生活する。
主に木本の葉や花・果実を食べるが、イネ科植物の種子なども食べる。主に樹上で採食を行うが、地表に落ちたものを採食することもある。
繁殖様式は卵生。12月から翌7月に地上4 - 15メートルの樹上に細枝を組み合わせた皿状の巣を作り、1回に1 - 2個の卵を産む。抱卵期間は13 - 15日。雛は卵から孵化してから18 - 22日で巣立つ。

## 人間との関係
自然林の破壊およびそれに伴う冬季の食物不足、人為的に移入されたカニクイザルやクマネズミによる卵や雛の捕食などにより生息数は激減した。サイクロンによる被害や食物不足によっても生息数が減少した。以前は低地を含めたモーリシャス島全域に分布していたが、南西部を除いて絶滅し営巣地も日本産のスギ植林地のみとなった。
給餌とクマネズミの駆除を行った上で、飼育下繁殖個体の再導入などの保護対策が進められている。野生個体群は1970年代における生息数が約20羽、1994年における生息数が25羽と推定されている。再導入された個体群（1987 - 1992年に51羽を再導入）は1993年における生息数が28羽、1994年における生息数が52羽と推定されている。